# Ajugoides
Ajugoides (лат.) — монотипный род двудольных растений семейства Яснотковые (Lamiaceae), включающий вид Ajugoides humilis (Miq.) Makino. Выделен японским ботаником Макино Томитаро в 1915 году.
Вид Ajugoides humilis ранее описывался в составе рода Ajuga под названием Ajuga humilis Miq.basionym.

## Распространение, описание
Единственный вид является эндемиком Японии, распространённым на юго-западе Хонсю, Сикоку и Кюсю. Встречаются в горных лесах.
Гемикриптофиты. Многолетние травянистые растения. Листья эллиптические, зубчатые, сгруппированы у верхней части стебля. Соцветие несёт по три цветка розового цвета. Плод — гладкий орешек.